# Balmazújvárosi Football Club
Il Balmazújvárosi Football Club, meglio noto come Balmazújváros, è una società calcistica ungherese con sede nella città di Balmazújváros.

## Palmarès

### Altri piazzamenti
- Nemzeti Bajnokság II:

Secondo posto: 2016-2017